# Сардарапатское сражение
Сардарапатское сражение (арм. Սարդարապատի ճակատամարտ; тур. Sardarapat Savaşı) — сражение Кавказского фронта Первой мировой войны, произошедшее 21—28 мая 1918 года в районе железнодорожной станции Сардарапат между армянскими регулярными воинскими частями и ополченцами, с одной стороны, и вторгнувшимися в Восточную Армению османскими войсками — с другой.

## Предыстория
Боевые действия на Кавказском фронте Первой мировой войны начались 20 октября (2 ноября) 1914 года с наступления частей Русской Кавказской армии. К началу 1917 года русская армия заняла значительную часть Западной Армении, продвинувшись вглубь Османской территории более чем на 250 км, овладев крупнейшими городами — Эрзерумом, Ваном, Трапезундом, Эрзинджаном, Мушем и Битлисом. Кавказская армия разгромила 3-ю турецкую армию и смогла оттеснить 2-ю, тем самым, выполнив свою основную задачу — защиту Закавказья от вторжения турок на фронте протяжённостью более 1000 км.

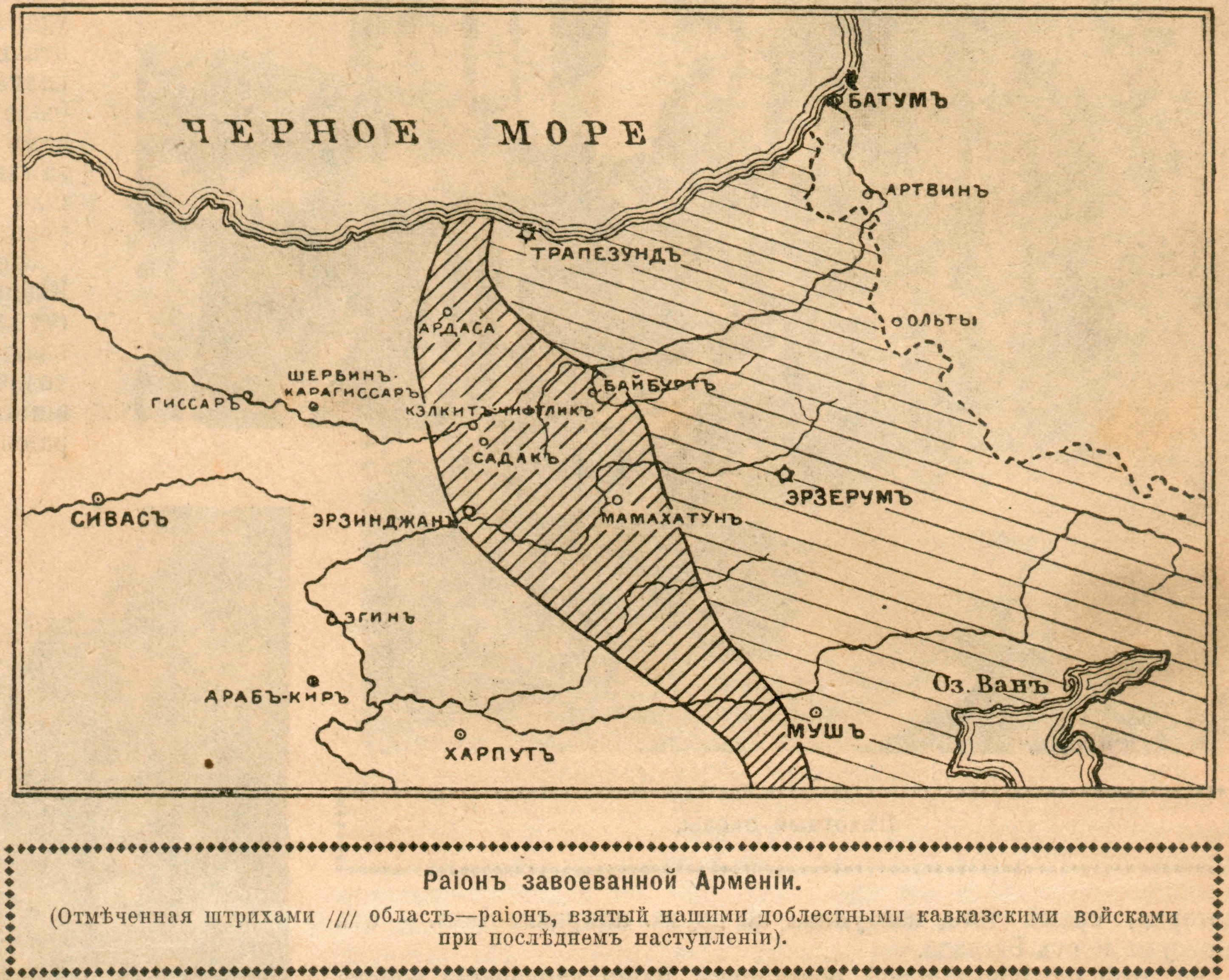
Территория Западной Армении, занятая русскими войсками к лету-осени 1916 г. Журнал Нива № 31 — 1916 г.

Турецкие силы от полного разгрома спасла произошедшая в феврале-марте Февральская революция. Началась демократизация Русской армии, что в дальнейшем привело к началу её разложения. Этот процесс ускорила Октябрьская революция, и к концу 1917 — началу 1918 года Кавказский фронт был практически развален.

## Наступление турецких войск
Численность военнослужащих Армянского корпуса, сформированного в конце 1917 года, и остававшегося на рубеже от Келькита до Эрзинджана и от Хыныса до Вана, протяжённостью более 400 км, составляла не более 21 000 человек.
Сделав расчёт на то, что в связи с событиями в России появился подходящий момент к активным действиям, и заявив своей целью прекращения убийств турок и курдов армянами на подконтрольной России территории, Вехип-паша, командующий 3-й армией, 10 февраля 1918 года отдал приказ войскам двинуться на восток. Таким образом, заключённое в декабре 1917 года Эрзинджанское перемирие потеряло свою силу. Османские правящие круги готовили военную операцию в Закавказье ещё до заключения Брестского мира. Турецкой целью было овладение всей территорией Закавказья.
Силами 2-го Кавказского корпуса османской армии под командованием полковника Карабекира турки к середине марта овладели Келькитом, Эрзинджаном и Эрзерумом. Тогда же был заключён Брестский мир, согласно которому большевики соглашались уйти с ранее занятых территорий Западной Армении, а также вывести части русской армии и демобилизовать армянские воинские соединения. Под натиском превосходящих сил противника армянские войска отступали, прикрывая толпы западноармянских беженцев, уходивших вместе с ними.
23 апреля А. И. Чхенкели без ведома Закавказского сейма издал приказ Армянскому корпусу о прекращении всех боевых действий и оставления удерживаемой на тот момент армянскими частями Карсской крепости, который «произвёл самое отрицательное впечатление на все войска» и «подействовал на солдат убийственно деморализующе». Туркам достались значительные запасы вооружений. До конца апреля турки при поддержке курдских формирований заняли Ван, Алашкерт, Ардаган, Сарыкамыш, Карс и Батум, а к 15 мая — Александрополь, нарушив условия Брестского мира. В ходе наступления турецкие войска убивали мирное армянское население.
11 мая по инициативе турецкой стороны, добившийся крупных военных побед, начались мирные переговоры в Батуми, на которых турецкие представители озвучили требования к ЗДФР о капитуляции Батума, Александрополя, Ахалкалаки, Ширака и Эчмиадзина. Также турки требовали контроль над железнодорожными линиями Александрополь-Карс и Александрополь-Джульфа.
Уже во время переговорного процесса в Батуми, после занятия Александрополя, турецкие силы наступали в трёх направлениях: южном — на Сардарапат, с целью прорыва к Эривани; восточном — на Каракилис; и юго-восточном — на Баш-Апаран и далее на Эривань. Обороной армян руководили — Ф. Назарбеков (между Каракалисой и Дилижаном), Д. Канаян (Баш-Апаран с выдвижением к Эривани), М. Силиков и Д. Бек-Пирумян (Сардарапат).

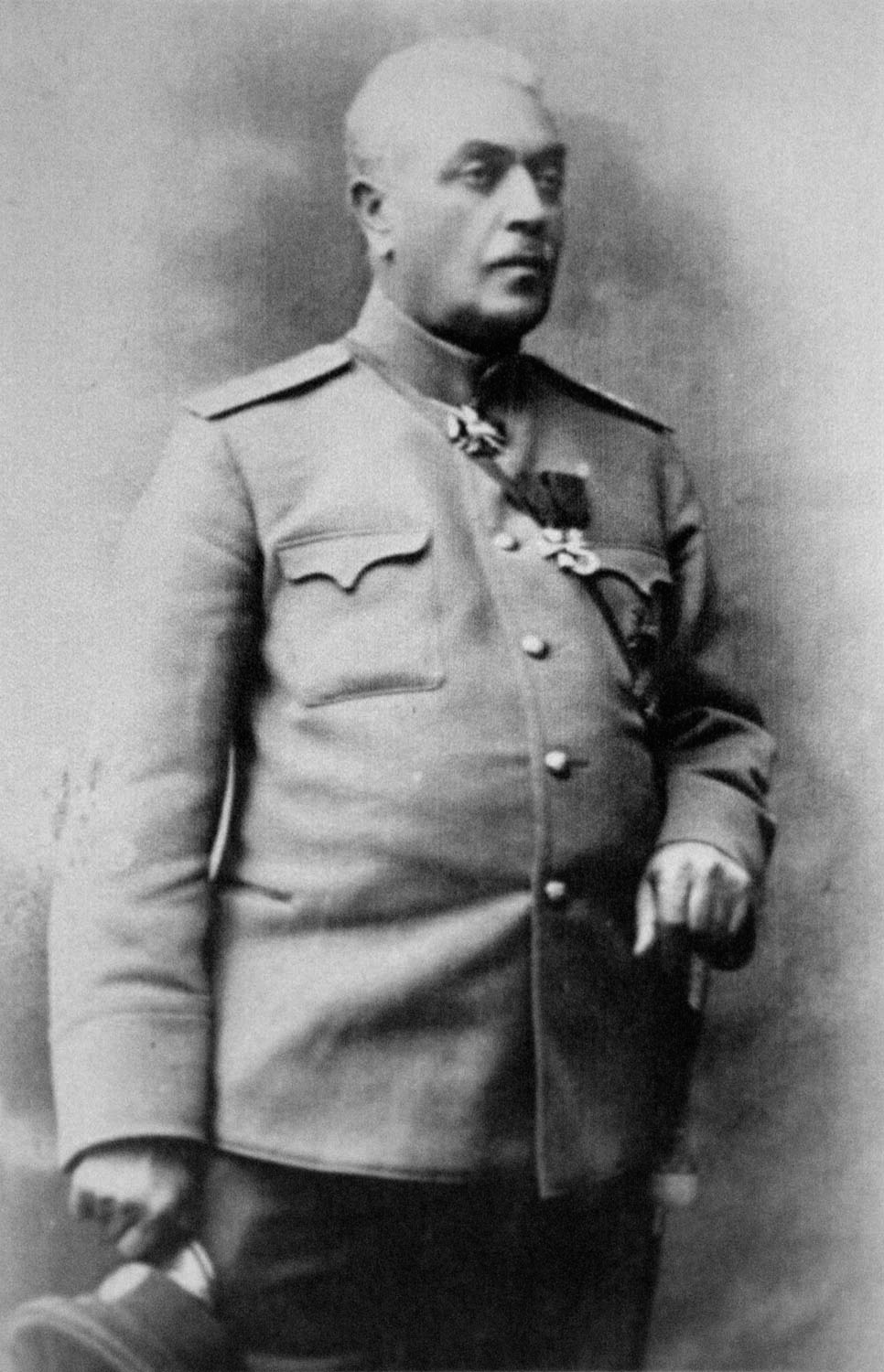
Фома Назарбеков
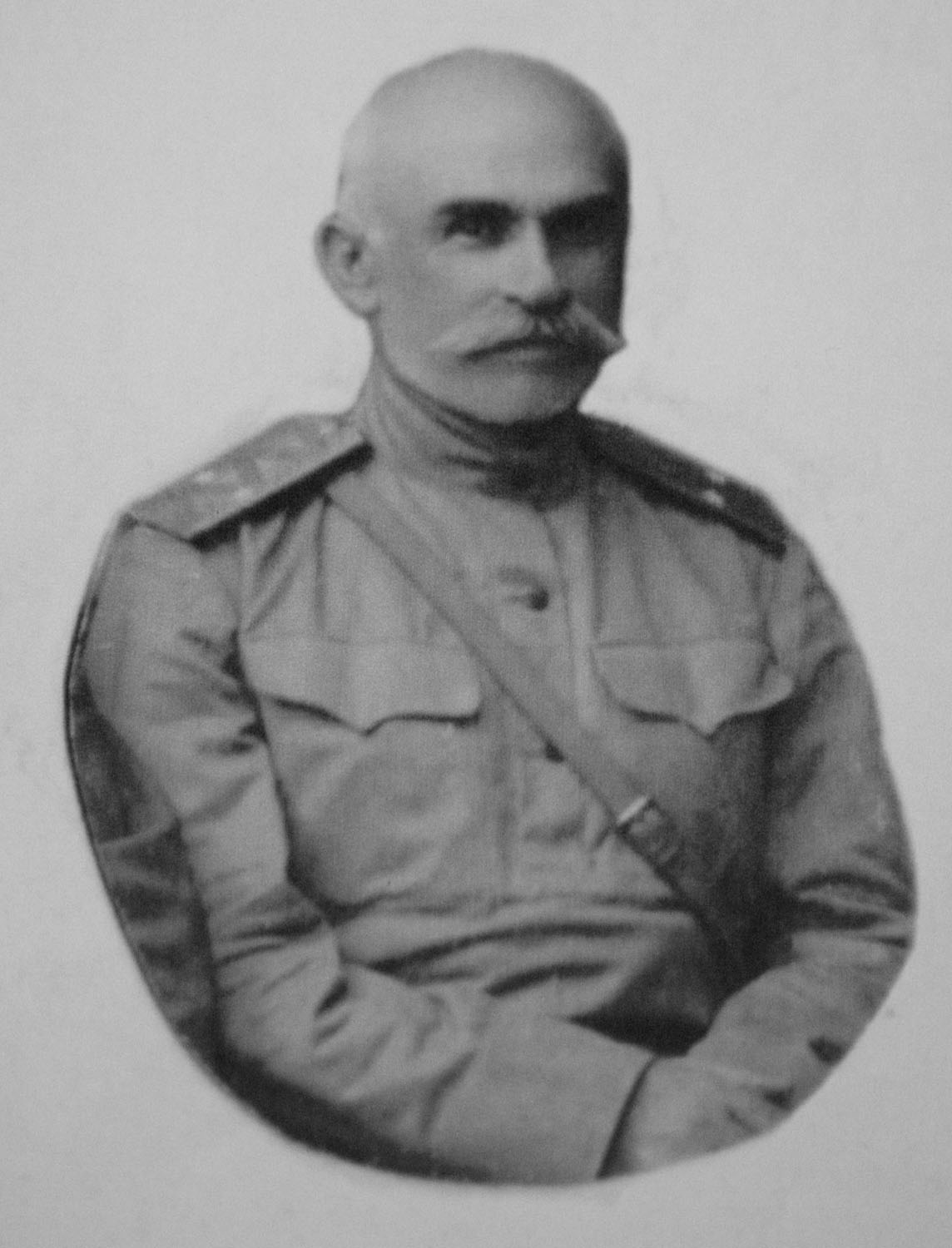
Мовсес Силиков
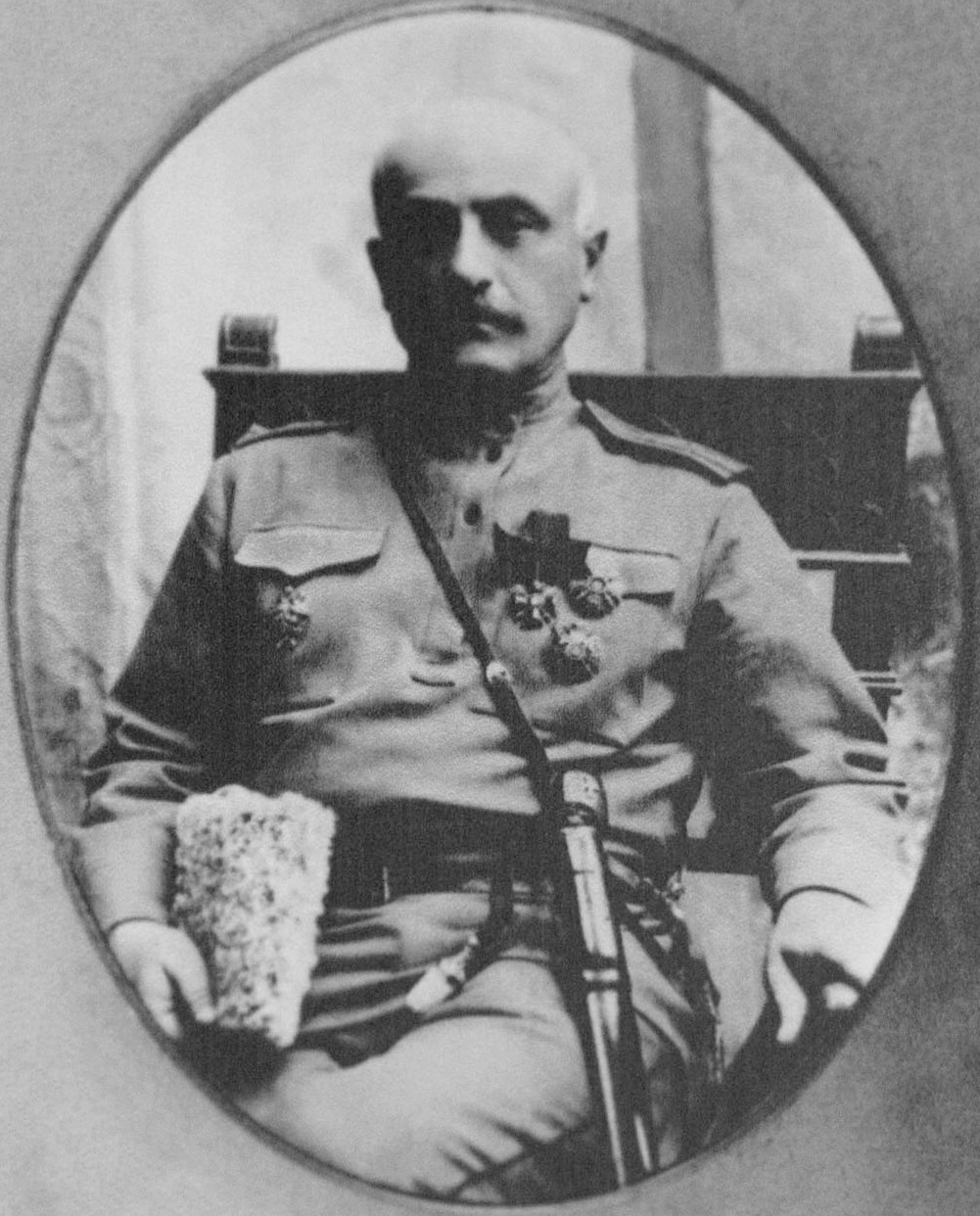
Даниел Бек-Пирумян
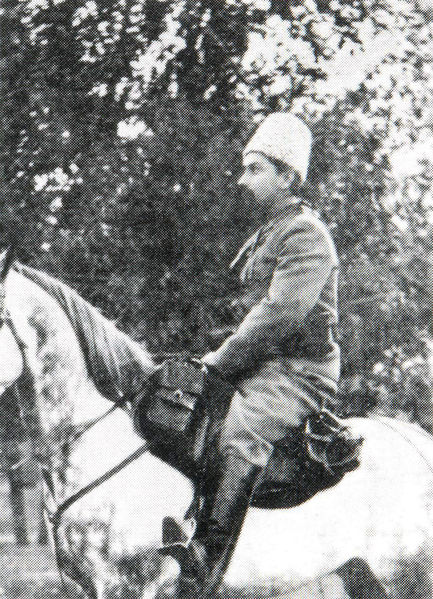
Драстамат Канаян
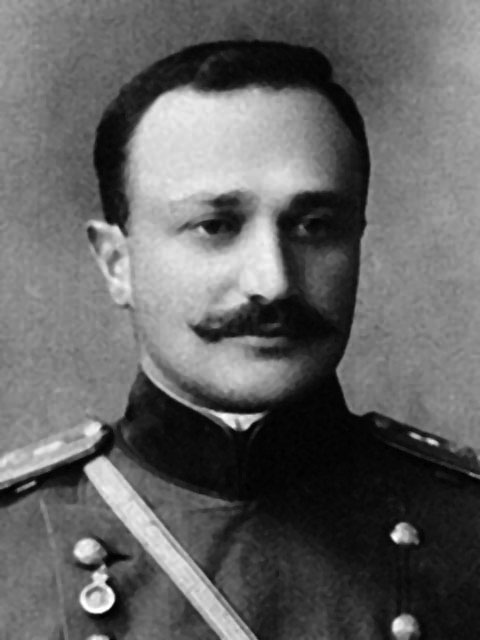
Христофор Араратов
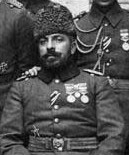
Вехип-паша
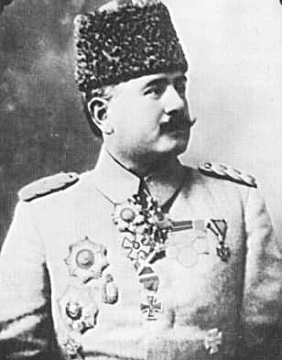
Кязым Карабекир

## Силы сторон
К середине мая турецкая армия в Закавказье имела следующую дислокацию: 5-я и 37-я Кавказские дивизии (II корпус) находились в Батуме и Ольтах; 9-я и 36-я дивизии (I корпус) располагались между Карсом и Александрополем; возле Ардагана была 10-я дивизия (I корпус); в районе Баязета и Диадина — 12-я дивизия (IV корпус); в резерве находилась 11-я дивизия (II корпус). Дополнительно, в районе Вана находилась 5-я дивизия (IV корпус), а 15-я дивизия ожидала переброски из Стамбула в Батум. Турецкая группировка войск насчитывала около 60 000 человек.
Непосредственно для наступления против частей Армянской армии турки выделили 5 дивизий общей численностью 30 000 человек, при этом армяне могли поставить под ружьё не боле 20 000 человек. Турки вели наступление в Сардарапатском направлении двумя полками 11-й Кавказской дивизии со стороны Александрополя.
Общее руководство армянскими войсками на сардарапатском направлении было возложено на генерала Мовсеса Силикяна. Ему подчинялись 5-й и 6-й стрелковые полки, один батальон 4-го стрелкового полка, 1-й и 2-й полки ванских добровольцев, один кавалерийский полк, всего от 6 до 7 тысяч человек. В наличии имелось 28 пушек. К моменту битвы группа Силикова была усилена четырьмя добровольческими батальонами, но ослаблена отправкой 1000 отборных стрелков на Баш-Апаранское направление. Численность турецких и армянских войск была приблизительно равной.
Обеспечение тыла армянских частей и оборона Эривани были возложены на Арама Манукяна. Войсками командовали опытный армянский полководец, генерал-майор Мовсес Силикян и его заместитель, командир Сардарапатского отряда полковник Даниел Бек-Пирумян.

## Сражение
Первые сообщения о сражении начали поступать в штаб около 17 часов вечера.
Наступавшие турецкие войска 21 мая заняли станцию Сардарапат, одноименное село (ныне г. Армавир) и с. Гечрлу. 22 мая 5-й армянский стрелковый полк (командир — полковник Погос (Павел) Бек-Пирумян), партизанский пехотный полк, Игдирский пехотный полк и особый конный полк перешли в наступление из районов Кёрпалу и Курдукули, сломили сопротивление турок и вынудили их обратиться в бегство. Турки были отброшены на 15—20 км. Однако, воспользовавшись тем, что армянские войска перестали их преследовать, турки перегруппировали свои силы и закрепились на высотах, расположенных к юго-западу от станции Аракс. Армянское командование направило почти половину своих сил на север — на помощь командующему Апаранским фронтом — Дро (Драстамат Канаян), который 23—28 мая сдерживал натиск 9-й пехотной дивизии Эсада паши и, отбросив эту турецкую дивизию из Баш-Апаранского района, обеспечил безопасность Сардарапатской группировки армянских войск и спас Эривань от вторжения врага.
В то же время, когда с севера по направлению Апаран-Эривань к Араратской долине пыталась прорваться 9-я турецкая дивизия Эсада паши, турецкое командование приняло решение и с юга направить подкрепление Якубу Шевки паше (в ходе боёв 22—26 мая потерявшему до 3500 человек), но армяне отбросили идущую на помощь 5-ю дивизию турок. Здесь себя с лучшей стороны показал армянский добровольческий Зейтунский полк, занимавший оборону на левом берегу р. Аракс и в ожесточенных боях шквалом артиллерийского и пулеметного огня сорвавший все попытки 5-й турецкой дивизии перейти с правого берега на левый.
Армянское командование разработало план нанесения решающего удара и разгрома турецких войск (36-й дивизии). Была создана ударная группировка (командир — полковник К. Хасан-Пашаян), в состав которой вошли пехотный полк из Эрзинджана (в составе одного батальона), отдельный батальон из Маку, два эскадрона, одна рота Хнусского полка и 4 орудия; к ним присоединился также отряд мушцев (2 сотни) под командованием члена Гнчакской партии Пандухта (Микаел Серян). Обойдя турок, эта группировка нанесла им удар с тыла; одновременно основные армянские силы (5-й карабахский полк), имея блестящую артиллерийскую поддержку 4-х армянских батарей (командир — полковник Христофор Араратов) начали наступление по фронту. Турецкие войска дрогнули под ударами группировки Хасан-Пашаяна на левом фланге 36-й дивизии и оказавшегося в тылу турок отряда из 200 мушцев. Войска Якуба-паши в этой ситуации уже не смогли противостоять фронтальному натиску 5-го карабахского полка (командир — Погос Павел Бек-Пирумян]) и, понеся большие потери, отступили к Александрополю. С Сардарапата начал свой боевой путь в будущем маршал СССР (тогда поручик) И.Х. Баграмян.
Оставшиеся османские части были вынуждены бежать, а армяне вели их преследование до Ани. Вехип-паша сумел собрать остатки своей армии только в районе Карса. Армянам досталось также значительное число трофеев — артиллерия с боеприпасами, различное вооружение, провиант.

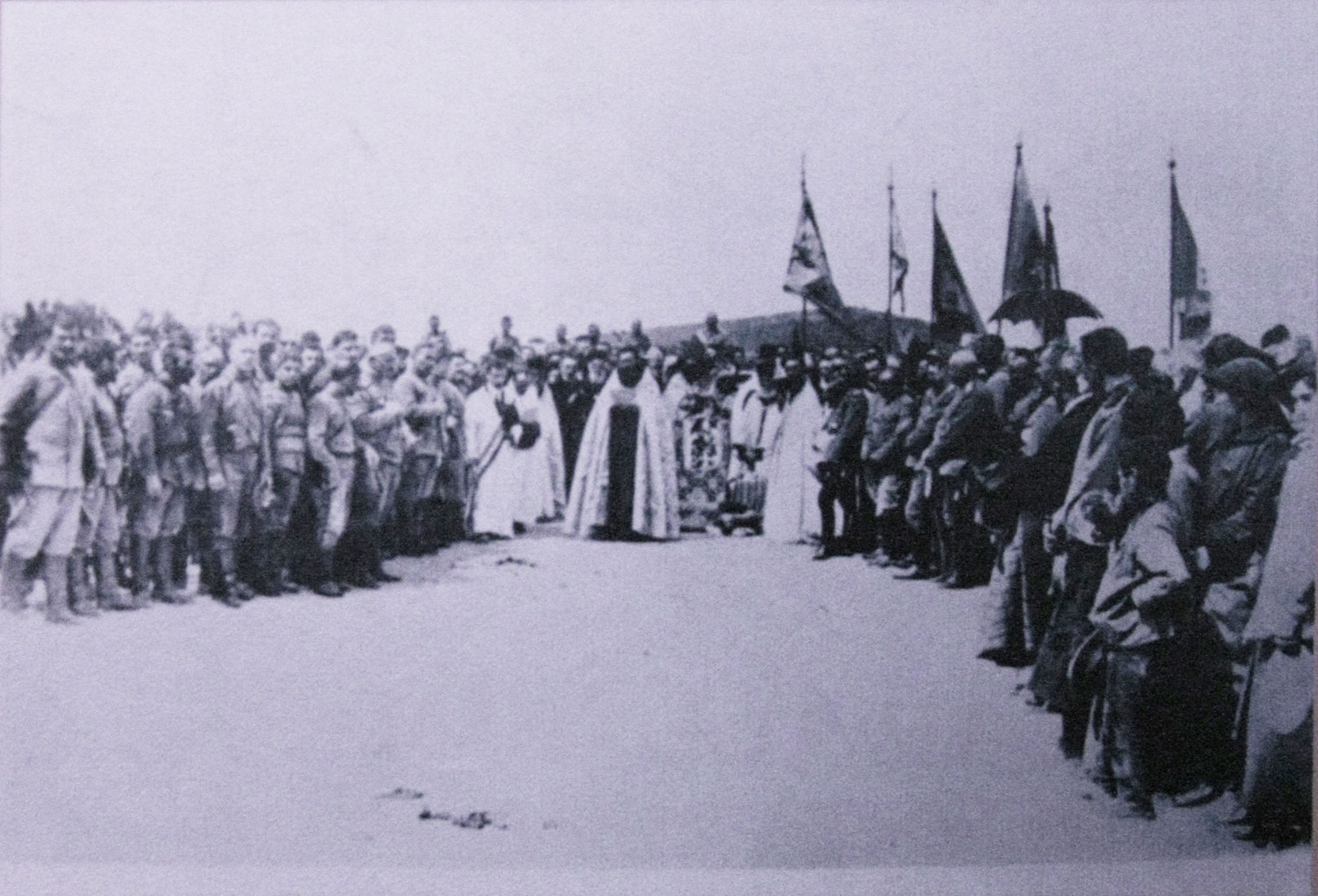
Молебен армянского соединения
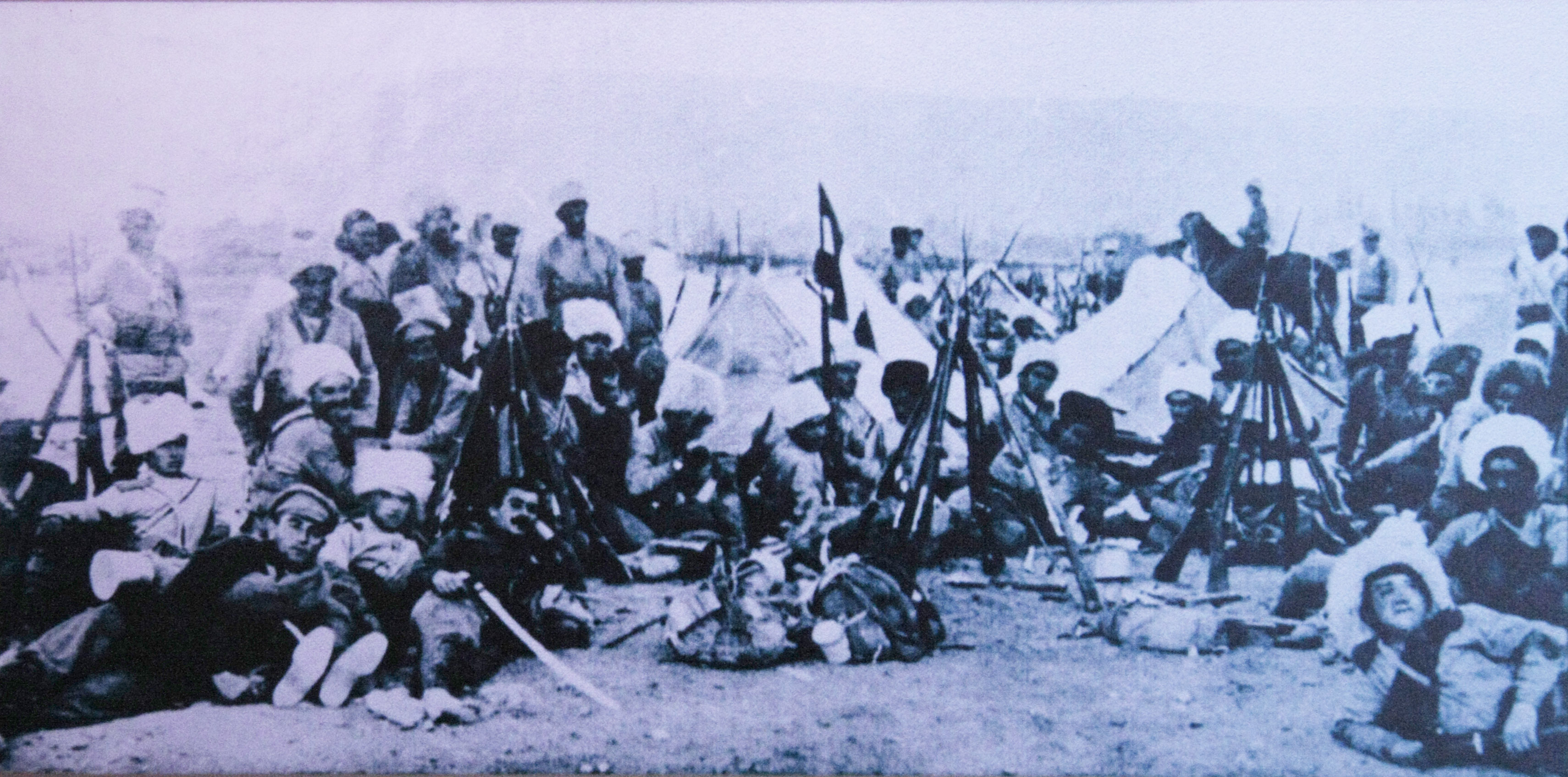
Армянское соединение до сражения
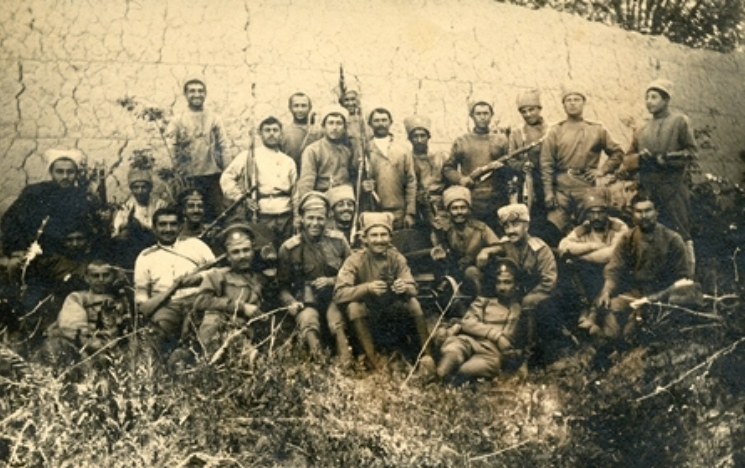
Армянские добровольцы, принимавшие участие в сражении

## Последствия
После победы, армянские части двинулись к Александрополю, намереваясь освободить город. При этом, в сражении при Каракалисе армянская сторона потерпела поражение. Национальный совет передал информацию Назарбекову о заключении перемирия в Батуми, тем самым, приказав остановить продвижение войск. 4 июня был заключён Батумский договор, согласно которому Османская империя признала за Арменией Ново-Баязетский уезд, восточные части Александрополького, Эчмиадзинского, Эриванского и Шарур-Даралагезского уездов.
Благодаря одержанной победе, армянское население северной части Араратской долины избежало турецкого геноцида. Кроме того, значительная часть Восточной Армении была спасена от захвата турками, были созданы условия для восстановления армянской государственности. В результате, 28 мая было объявлено об образовании армянского государства — Первой республики.
Однако османское руководство не отказывалось от своих планов по захвату всей территории Армении, в том числе Эривани. 7 июля турки неожиданно атаковали армянские части с целью овладеть  железнодорожной веткой Сардарапат — Джульфа и отрезать Эривань от железнодорожной сети. Туркам удалось занять село Хатурнах, расположенное в 10 км от Эчмиадзина. 8 июля турки предприняли неудачную попытку атаки на села Херпалу и Зейва, и были отброшены силами 5-го армянского полка и многочисленными добровольцами. Войска противоборствующих сторон оставались на занятых позициях вплоть до окончания Первой мировой войны 11 ноября 1918 года.

## Оценки
Рядом историков данное сражение рассматривается не только как остановившее наступление османских войск на Армению, но и предотвратившее полное уничтожение армянского народа, а также ознаменовавшее восстановление армянской государственности.
Согласно британскому историку Кристоферу Уолкеру, если бы армяне проиграли битву, то: «вполне возможно, что слово Армения сохранилось бы лишь как термин исторической географии».
Есть и другие оценки. Аллен и Муратов указывают, что, имея численное равенство, Силиков и Дро при Сардарапате и Баш-Апаране добились единственных успехов в трехнедельной армяно-турецкой войне, однако ситуация оставалось опасной из-за поражения Назарбекова в главной битве войны — при Караклисе. В целом на трехнедельную армяно-турецкую войну было выделено четыре османский дивизии, и, согласно Аллену и Муратову, едва ли можно сказать, что армяне смогли сильно помешать турецким планам. По их мнению, куда большее препятствие туркам составили политические маневры грузинских лидеров.

## Свидетельства
Один из командиров армянских войск М. Силиков докладывал в Тифлис вечером 29 мая:
... после трёхдневных боёв, идущих в направлении Сардарапата, турки, окружённые с обоих флангов и разбитые, отброшены со всех позиций. Наши войска преследуют их и уже достигли села Сегутлу (Сар-нахпюр), станции Каракула (Гетап). Потери турков значительны…
Командующий 3-й османской армией Вехип-паша говорил:
Это была величайшая битва в этой войне. Армяне показали, что они способны быть лучшими воинами в мире!

## Память
В честь разгрома турецкой армии 26 мая 1918 года к 50-й годовщине битвы в мае 1968 года был открыт этот архитектурный ансамбль «Сардарапат», созданный по замыслу архитектора Рафаела Исраеляна  и  скульптором Ара Арутюняном. Ансамбль сооружен из красного туфа. Особое своеобразие комплексу придает высокая колокольня-усыпальница. Её прозрачная легкость подчеркивается на фоне массивных скульптур крылатых быков.
24 мая 2023 года в дни празднования 105-летия армянской победы при участии Пограничной службы ФСБ России в Армении, Русского дома в Ереване и армянского духовенства возле церкви Святой Богородицы в селе Аршалуйс была торжественно открыла памятная доска у братской могилы, где покоятся два воина, принимавшие участие в битве — армянин Степан Алоян и неизвестный русский солдат. Алоян погиб пытаясь вытащить с поля боя раненого русского солдата, после чего, жители села похоронили их в братской могиле. Предстоятель Армавирской епархии ААЦ архиепископ Сион Адамян отметил что, «хотя тогда Российской империи уже не существовало, но русские солдаты остались в Армении и плечом к плечу сражались с армянскими ополченцами, отстаивая право на жизнь армянского народа в исторически важном Сардарапатском сражении».

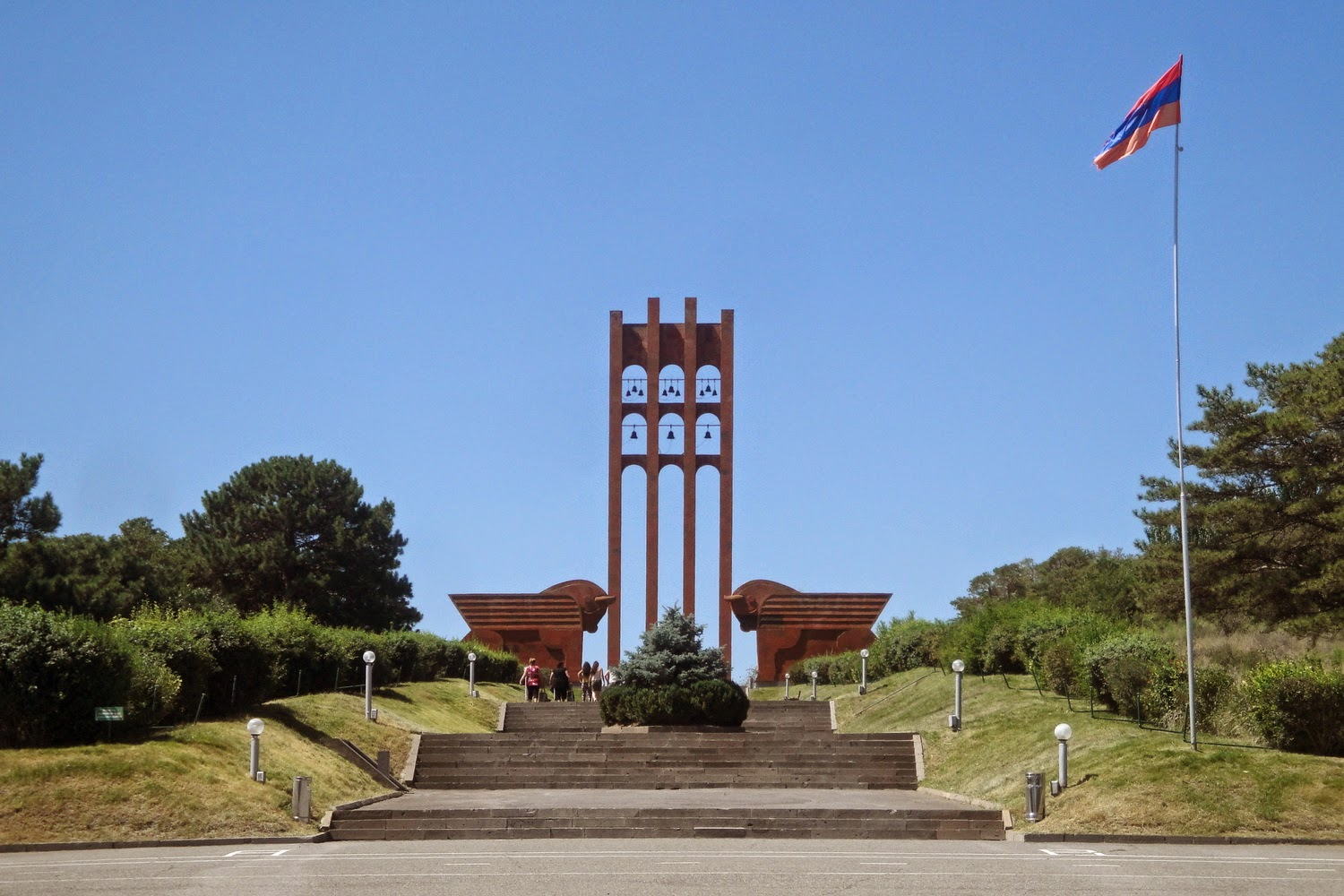
Мемориальный комплекс «Сардарапат»
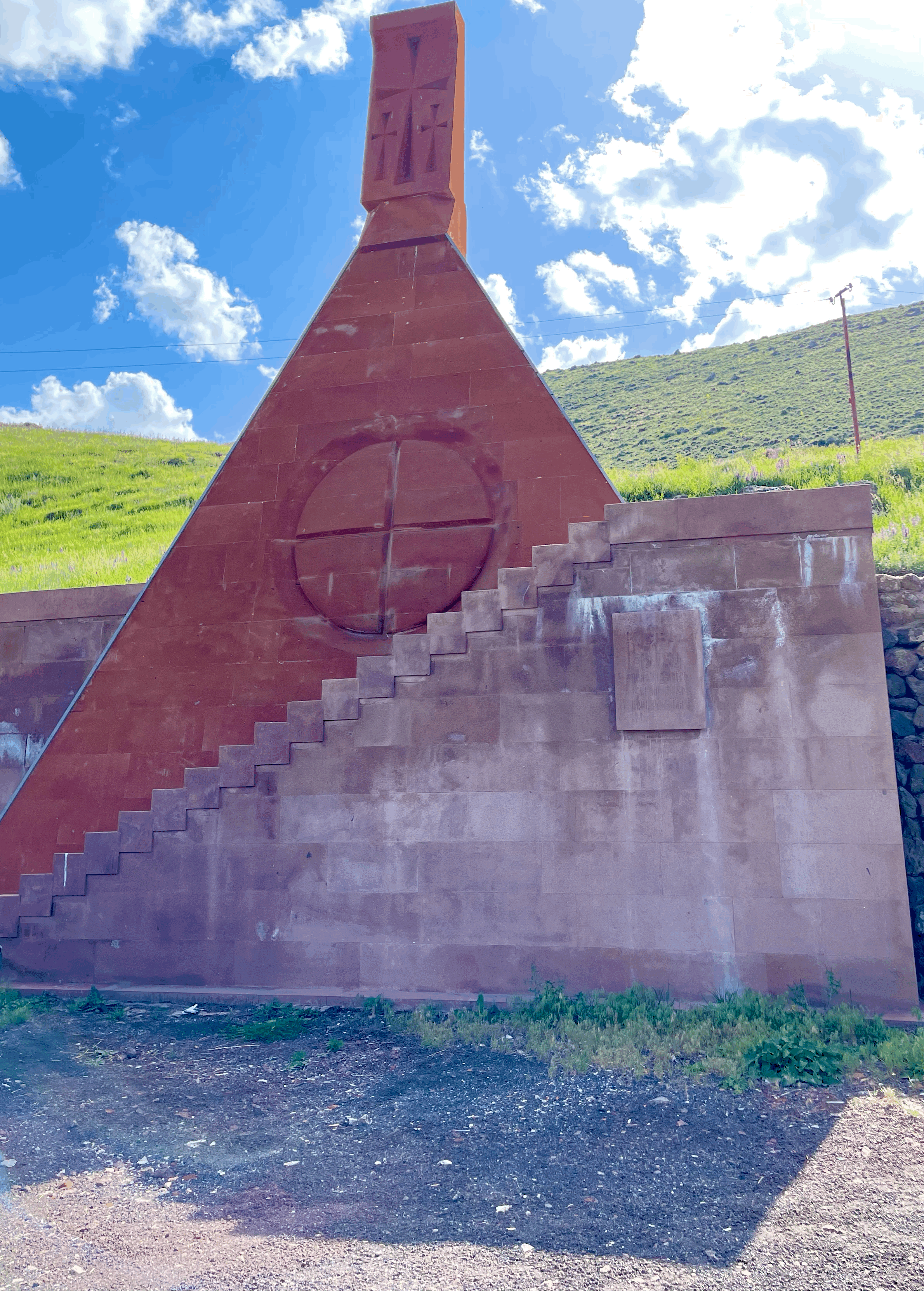
Мемориал, построенный у Монастыря Хогеванк села Сарнахбюр[арм.] в память воинов-участников сражения
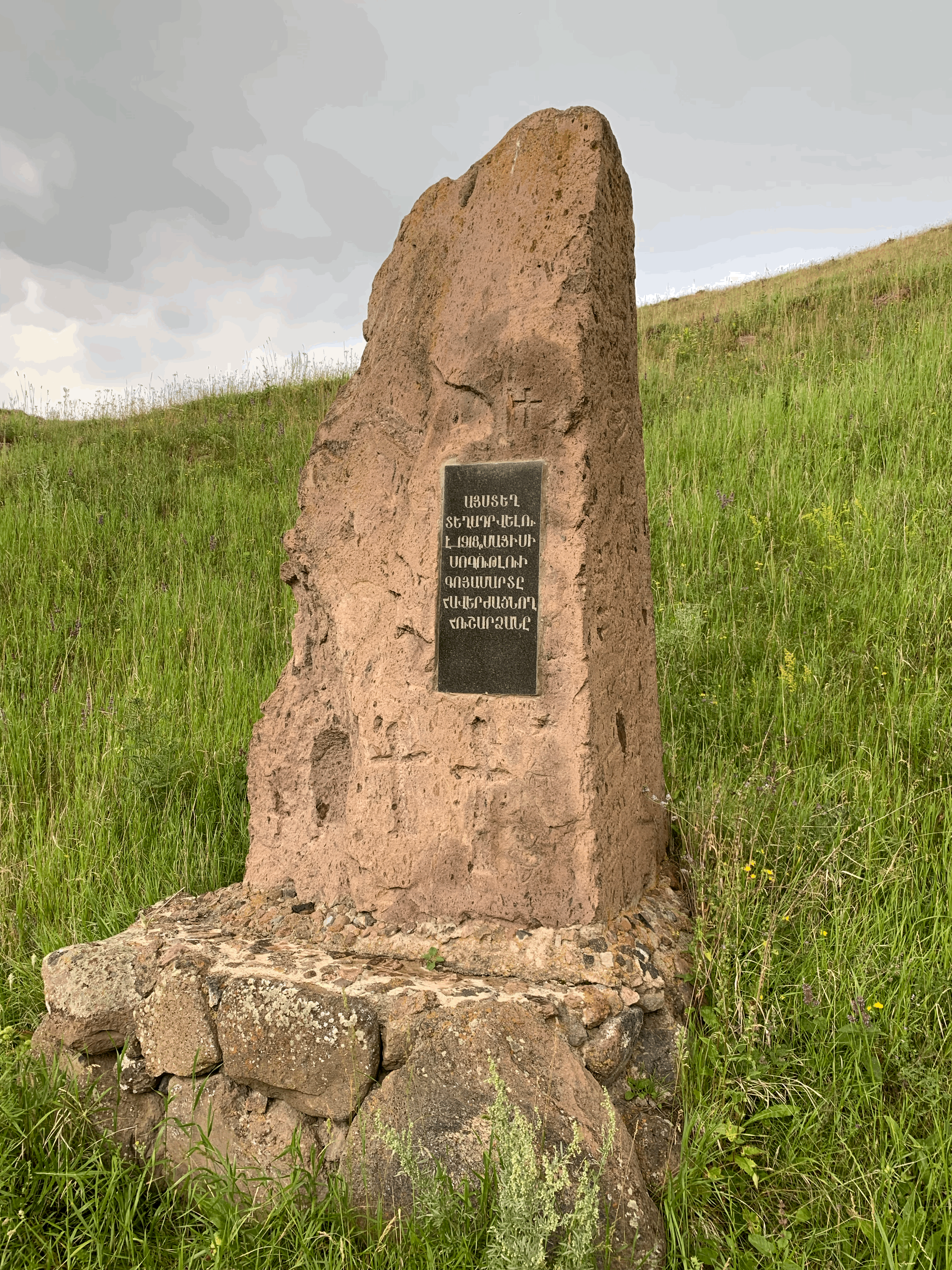
Памятник воинам вблизи Монастыря Хогеванк, принимавших участие в майских сражениях
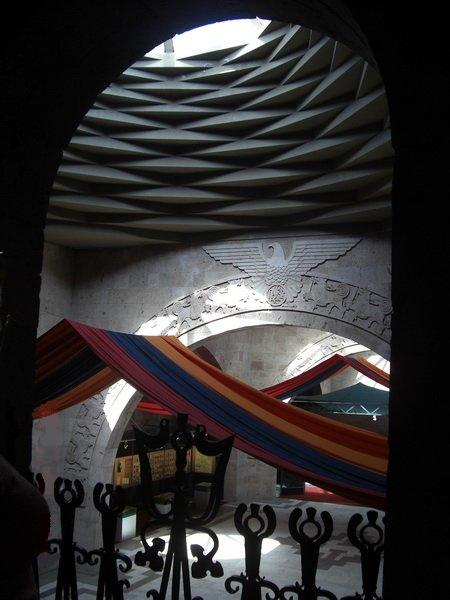
Один из залов Этнографического музея
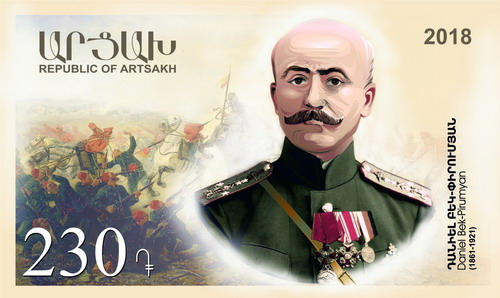
Памятная марка с изображением Д. Бек-Пирумяна, Республика Арцах, 2018 год
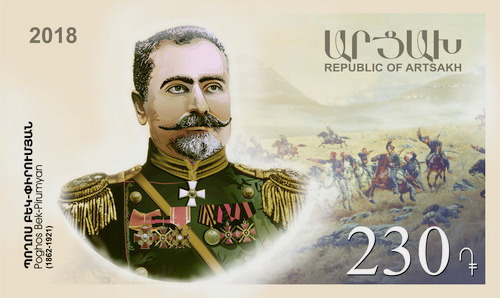
Памятная марка с изображением П. Бек-Пирумяна, Республика Арцах, 2018 год
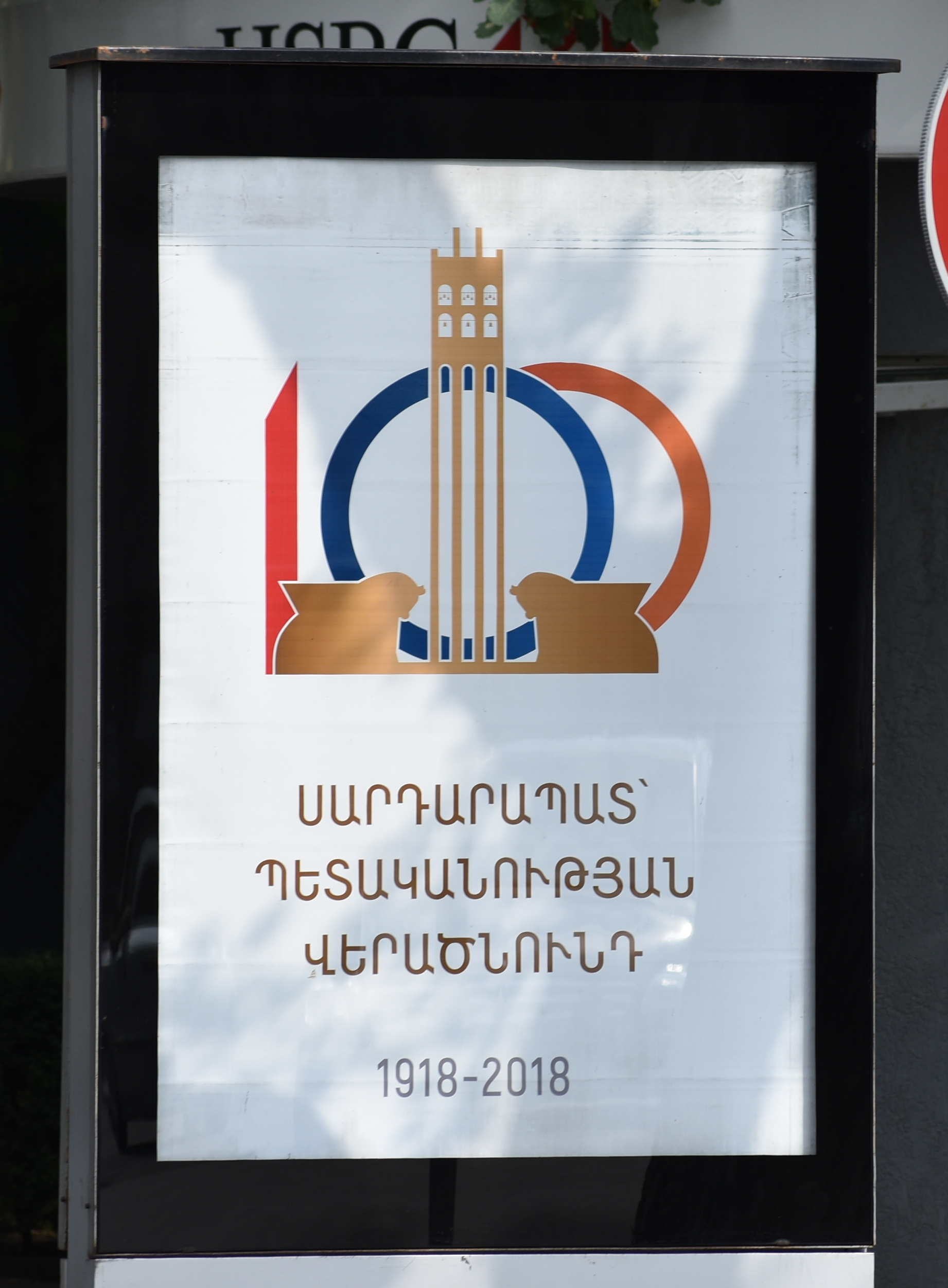
Плакат на улице в Ереване в память о 100-летии сражения, 2018 год
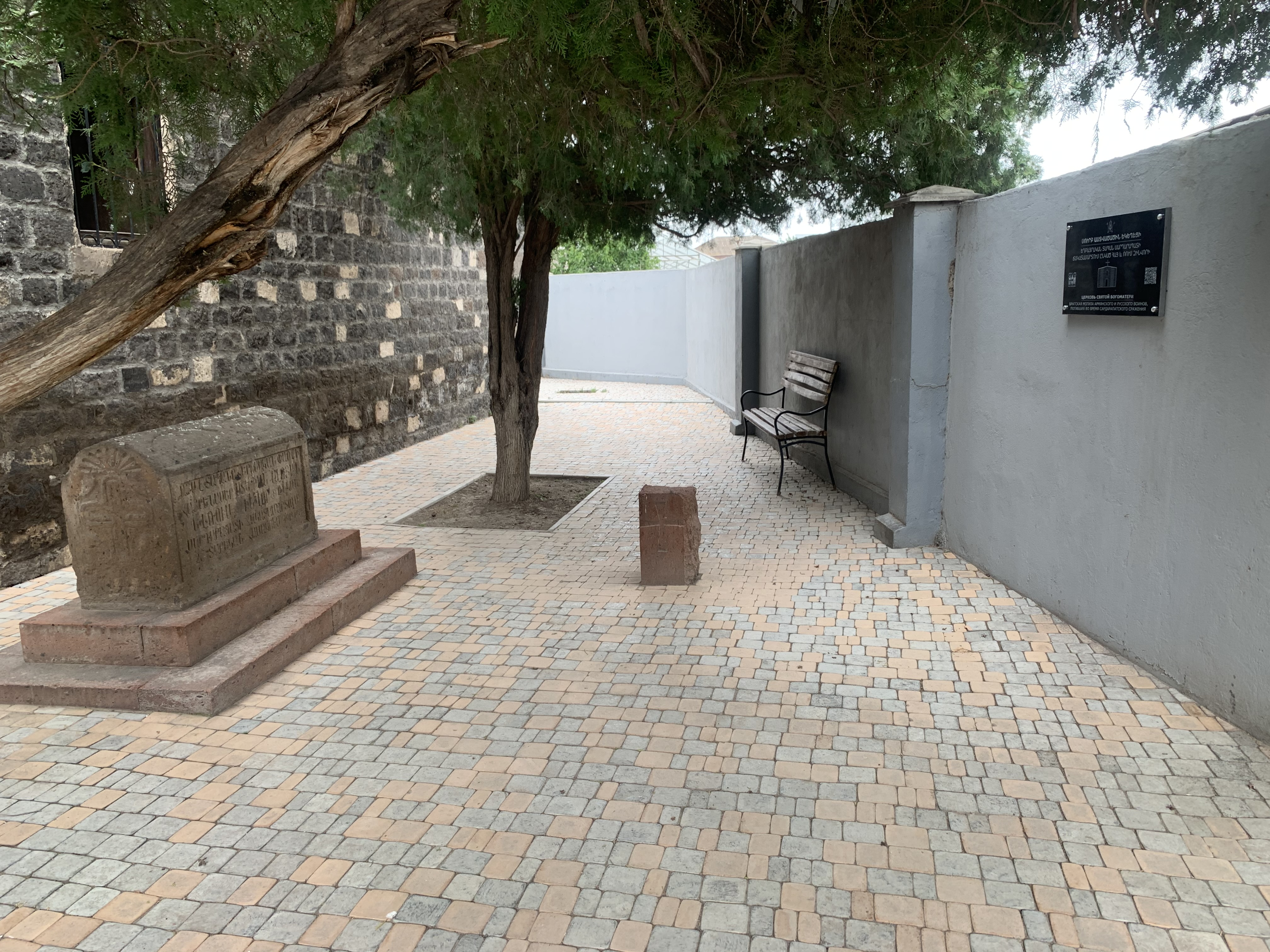
Памятная доска и братская могила русскому и армянскому воинам — участникам сражения, церковь Святой Богородицы, село Аршалуйс
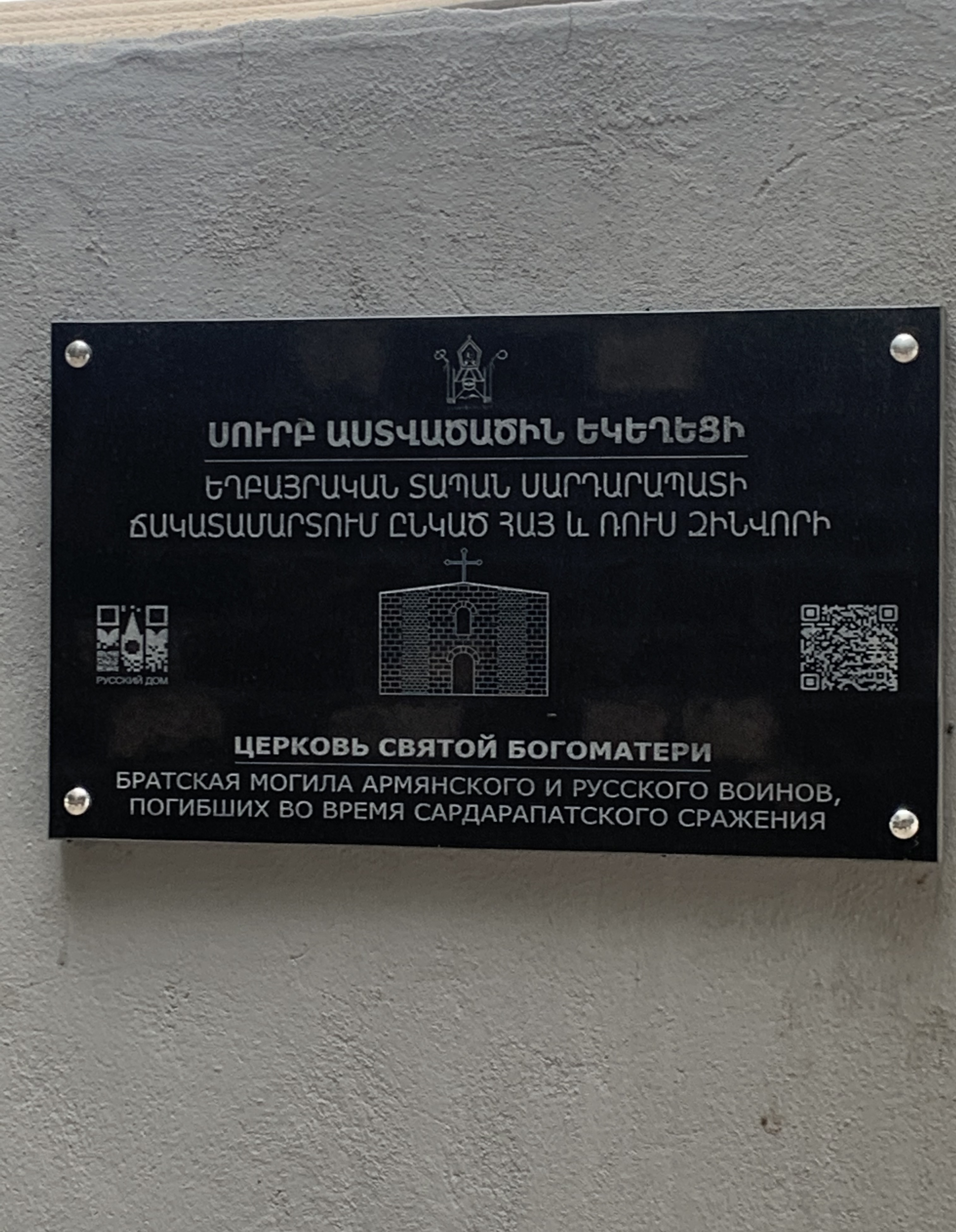
Памятная доска у братской могилы

### Комментарии
1. ↑  В советское время город носил название Октемберян, сегодня возвращено древнее название — Армавир

### Книги
На русском языке
- Арутюнян А.О. Турецкая интервенция в Закавказье в 1918 г. и оборонительные бои. — Ереван: АН АрмССР, 1984. — 356 с.
- Авакян Г.Г., Балбабян Н.С., Захаров В.А., Новиков В.В. и др. Армяне в Первой мировой войне (1914-1918 гг.). — М.: Редакционно-издательский дом «Российский писатель», 2014. — 768 с. — ISBN 978-5-91642-139-2.
- Арутюнян А.О. Кавказский фронт 1914 - 1917 гг. — Ереван: Айастан, 1971. — 416 с.
- Корсун Н. Г. Первая мировая война на Кавказском фронте. — М.: Воениздат НКО СССР, 1946. — 100 с.
- Масловский Е. В. Мировая война на Кавказском фронте, 1914-1917 г. : стратегический очерк : с приложением 13 схем, двух таблиц и одной диаграммы на отдельных листах и 22 приложений в тексте книги. — Париж: Книгоизд-во Возрождение, 1933. — 503 с. Так же доступно для скачивание (без схем).
  - Масловский Е. В. Мировая война на кавказском фронте, 1914—1917 г.: стратегический очерк. — М.: Вече, 2015. — 543 с. — (Военные мемуары, 1914—1917). — ISBN 978-5-4444-1754-6.
- Баграмян И.X. Мои воспоминания. — Ереван: Айастан, 1979. — 664 с.
- Ростованов А.Е. Правда о Сардарапатской битве. — Сочинское полиграфпредприятие, 2008. — 19 с.

На английском языке
- Richard G. Hovannisian. Armenia on the Road to Independence (англ.). — University of California Press, 1967. — 364 p.
- Richard G. Hovannisian. The Armenian People from Ancient to Modern Times — Vol. II. Foreign Dominion to Statehood: The Fifteenth Century to the Twentieth Century (англ.). — Macmillan Press, 1997. — 493 p. — ISBN 0312101686. — ISBN 9780312101688.
- Ronald Grigor Suny. Eastern Armenians under tsarist rule // The Armenian People from Ancient to Modern Times / Richard G. Hovannisian. — Macmillan Press, 1997. — P. 109—137. — 493 p. — ISBN 0312101686. — ISBN 9780312101688.
- Richard G. Hovannisian. The Republic of Armenia, Volume I: 1918-1919. — London: University of California Press, 1971. — 547 с. — ISBN 0-520-01805-2.
- Allen W. E. D.[англ.], Muratoff P. P. Caucasian Battlefields: A History of the Wars on the Turco-Caucasian Border. 1828—1921 (англ.). — Cambridge: CUP, 1953. — 614 p. — ISBN 978-1-108-01335-2.
  - Аллен У., Муратов П. Битвы за Кавказ. История войн на турецко-кавказском фронте. 1828—1921 / Пер. с англ. Е. В. Ламановой. — М.: Центрполиграф, 2016. — 606 с. — ISBN 978-5-9524-5203-9.
- Simon Payaslian[англ.]. The History of Armenia: From the Origins to the Present. — NY: Palgrave Macmillan US, 2008. — 294 p. — (Palgrave essential histories). — ISBN 9780230608580.
- Joseph R. Masih, Robert O. Krikorian. Armenia At the Crossroads (англ.). — Amsterdam: Harwood Academic Publishers, 1999. — 142 p. — ISBN 9789057023446.
- Robert H. Hewsen. Armenia: A Historical Atlas. — University of Chicago Press, 2001. — 332 p.
- Michael A. Reynolds. Shattering Empires. The Clash and Collapse of the Ottoman and Russian Empires, 1908–1918. — Cambridge University Press, 2011. — ISBN ISBN 978-0-521-14916-7..

На французском языке
- Serge Afanasyan. La victoire de Sardarabad (Arménie, mai 1918). — Editions L'Harmattan, 1985. — 112 p. — ISBN 9782296332201.
- Le GENERAL G. Korganoff. La Participation des Arméniens à la Guerre Mondiale sur le Front du Caucase (Paris: Masis, 1927), 208 p.  /  Корганов Г. Г. Участие армян в мировой войне на Кавказском фронте (1914 — 1918). — М. МАКС Пресс, 2011. — 184 с. — ISBN 978-5-31703-563-1.
  - Корганов Г. Г. Участие армян в мировой войне на Кавказском фронте (1914—1918): с 19-ю схемами / Пер. с фр. Ю. Л. Пирумяна, Э. Е. Долбакяна. — 2-е изд., доп. — М.: Ключ-С, 2018. — 192 с. — ISBN 978-5-6041804-1-9.

### Статьи
На русском языке
- Арутюнян А. А. Кавказский фронт Первой мировой войны: армянские добровольцы в борьбе за общую победу // Великая война 1914—1917 гг.: возвращение памяти : сб. ст. и докл.  / Под редакцией М.Б. Смолина, К.А. Залесского. — М.: РИСИ, 2015. — С. 199—205. — ISBN 978-5-7893-0239-2.
- Михайлов В. В. Развал русского Кавказского фронта и начало турецкой интервенции в Закавказье в конце 1917 — начале 1918 гг // Клио. — Санкт-Петербург: OOO «Полторак», 2017. — № 2 (122). — С. 143—152.
- Михайлов В. В. К вопросу политической ситуации в Закавказье на заключительном этапе первой мировой войны. — Санкт-Петербург: Вестник Санкт-Петербургского университета, 2006. — № 2 (вып. 4). — С. 125—138.
- Подпрятов Н.В. Армянские стрелковые батальоны в годы первой мировой войны // Исторические, философские, политические и юридические науки, культурология и искусствоведение. Вопросы теории и практики (входит в перечень ВАК). — Тамбов: Грамота, 2014. — С. 159—161.
- Равнодушие хуже предательства. Сардарапатская битва спустя 103 года. К 30-летию третьей республики // https://www.armmuseum.ru. — 2021.
- Г. Махмурян. От Сардарапата до Батума: армянская эпопея и период полураспада Четверного союза (апрель – июль 1918 г.) // Историко-филологический журнал. — Гитутюн, 2019. — № 3. — С. 83—95.
- Т. Тавадьян. Майские сражения 1918 года - независимость, завоеванная в боях // https://www.yerkramas.org/. — 2022.
- Р. Гюльмисарян. Борьба за независимость Армении: участие русских офицеров в Сардарапатской битве // http://dalma.news. — 2020.
- С. Кертох. Участие русских в героических боях мая 1918 года (Сардарапатская битва) // https://russia-armenia.info. — 2020.